# Psalm 142

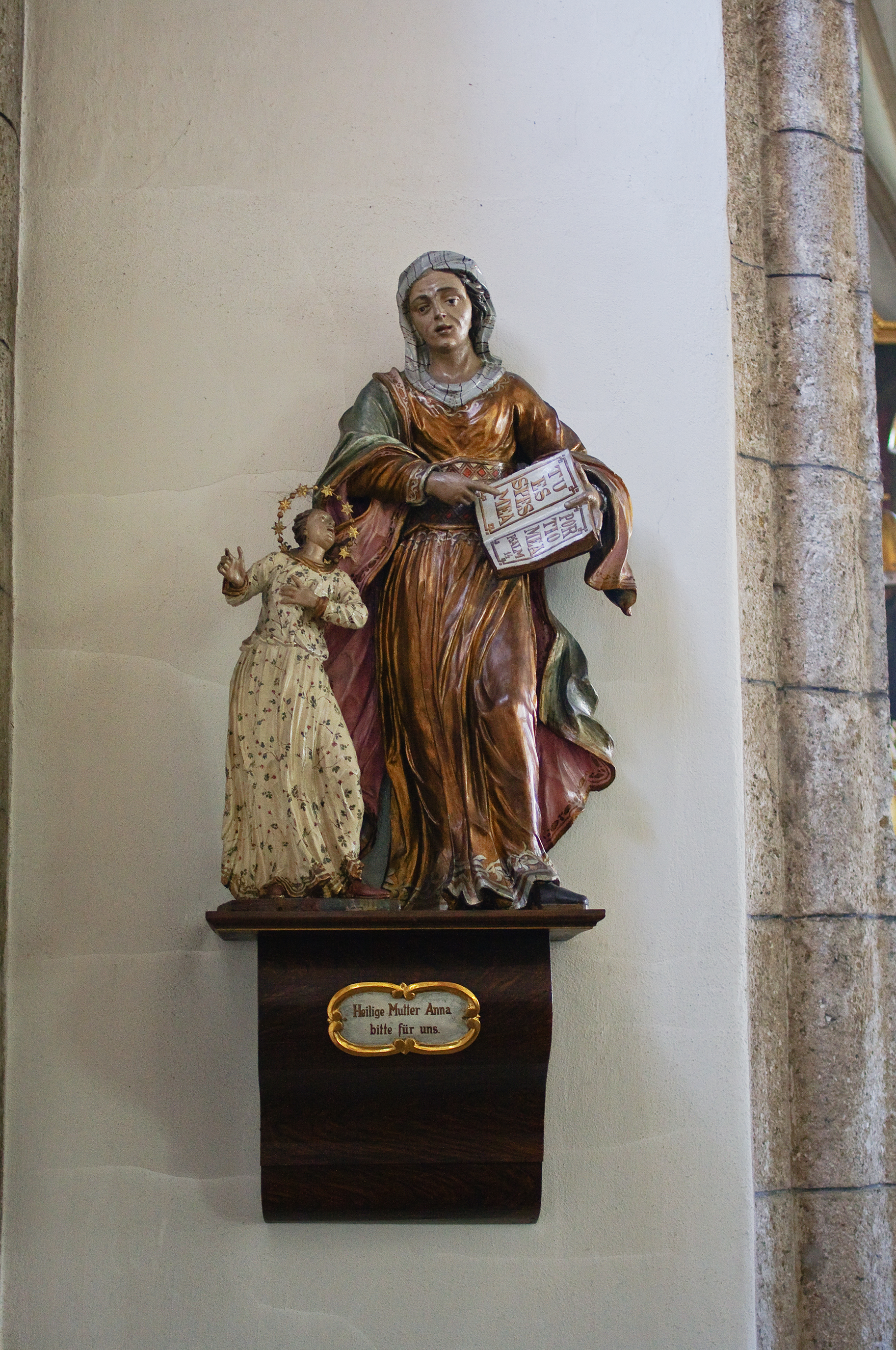
Barocke Figurengruppe der heiligen Anna mit ihrer Tochter Maria im Langhaus der Pfarrkirche Molln, Beschriftung auf dem Buch: „Tu es spes mea, portio mea“, Psalm 142,6 (Vulgata: 141,6)

Der Psalm 142 (143 nach der Nummerierung der griechischen Septuaginta) aus dem Psalter beschreibt den Hilferuf eines Menschen, der in schwere Bedrängnis geraten ist und ist in acht Verse aufgeteilt. Der Beter klagt Gott fassungslos sein Leid und seine Not; am Ende (Vers 8b) steht die Perspektive, dass der angesprochene Gott dem Gerechten Gutes tun wird.
Der Eingangsvers nennt den Psalm „[e]in Weisheitslied Davids, als er in der Höhle war. Ein Gebet“ (Ps 142,1 ). Als betreffende Höhle kommen zwei Episoden aus dem 1. Buch Samuel in Frage: die Höhle von Abdullam in 1 Sam 22,1  und eine Höhle, in der sich David vor Saul versteckte und Zuflucht beim Herrn suchte (1 Sam 24,4 ); meist wird angenommen, dass der Psalm sich (ebenso wie Ps 57,1 ) auf letztere bezieht. Nach dem Eingangsvers gehört Psalm 142 zu den Davidpsalmen.

## Liturgische Verwendung
Im christlichen Stundengebet ist Psalm 142 Bestandteil der Vesper in der 28. und 34. Woche im Jahreskreis.

## Vertonungen (Auswahl)
- Der 142. Psalm für Soli, gemischten Chor, Streichorchester und Orgel von Julius Chajes, 1941.